# Invasión secreta (miniserie)
Invasión secreta (titulada en inglés: Secret Invasion) es una miniserie de televisión estadounidense creada por Kyle Bradstreet para el servicio de streaming, Disney+, basada en la historia de 2008 de Marvel Comics del mismo nombre. Es la novena serie de televisión del Universo cinematográfico de Marvel (MCU) producida por Marvel Studios, compartiendo continuidad con las películas de la franquicia. Sigue a Nick Fury y Talos, mientras descubren una conspiración de un grupo de Skrulls que cambian de forma para conquistar la Tierra. Bradstreet se desempeña como escritor principal con Ali Selim como director.
Samuel L. Jackson y Ben Mendelsohn repiten sus respectivos papeles como Fury y Talos de los medios anteriores del MCU, con Kingsley Ben-Adir, Killian Scott, Samuel Adewunmi, Dermot Mulroney, Richard Dormer, Emilia Clarke, Olivia Colman, Don Cheadle, Charlayne Woodard, Christopher McDonald y Katie Finneran también protagonizando. El desarrollo de la serie comenzó en septiembre de 2020, con Bradstreet y Jackson adjuntos. El título y la premisa de la serie, junto con el casting de Mendelsohn, se revelaron en diciembre. Se produjeron castings adicionales durante marzo y abril de 2021, seguidos de la contratación de Selim y Thomas Bezucha para dirigir la serie en mayo. El rodaje había comenzado en Londres en septiembre de 2021, y concluyó a fines de abril de 2022. Se realizaron filmaciones adicionales en West Yorkshire y en Liverpool, Inglaterra. Durante la producción, gran parte del equipo creativo de la serie fue reemplazado, con Brian Tucker asumiendo el cargo de escritor en lugar de Bradstreet y Bezucha saliendo, y se llevaron a cabo extensas nuevas filmaciones desde mediados de junio hasta finales de septiembre de 2022.
Secret Invasion estrenó el 21 de junio de 2023 y constó de seis episodios hasta el 26 de julio. Es la primera serie en la Fase Cinco del UCM. La serie recibió críticas mixtas de los críticos, quienes elogiaron las actuaciones de Jackson y Mendelsohn pero criticaron la escritura (particularmente el del final de temporada), el ritmo y los efectos visuales.

## Premisa
Nick Fury trabaja con Talos, un Skrull, un extraterrestre que cambia de forma, para descubrir una conspiración de un grupo de Skrulls renegados liderados por Gravik que planea hacerse con el control de Tierra haciéndose pasar por diferentes humanos alrededor del mundo.

## Reparto
- Samuel L. Jackson como Nick Fury:
El ex director de S.H.I.E.L.D. que estaba trabajando con los Skrulls en el espacio profundo antes de regresar a la Tierra.[4][5] Fury ha estado en el espacio profundo durante tanto tiempo en parte porque está "agotado" y no está seguro de "su lugar en el mundo" tras la muerte de sus colegas en Avengers: Endgame (2019).[2] Jackson dijo que la serie profundizaría en el pasado y el futuro de Fury y le permitiría "explorar algo más que la rudeza de Nick Fury",[6] y "para averiguar quién era y profundizar en cuánto afecta su trabajo a su vida personal". Continuó diciendo que Secret Invasion le permitió "descubrir algunas cosas y resolver algunas cosas nuevas" con Fury, lo que Jackson no tuvo la oportunidad de hacer en sus apariciones anteriores.[7] El productor ejecutivo Jonathan Schwartz agregó a esto y señaló que "los pecados de su pasado comienzan a atormentarlo una vez más", dado que las cosas que tuvo que hacer para proteger la Tierra en el pasado tienen costos y ramificaciones.[2]
- Ben Mendelsohn como Talos: El exlíder de los Skrulls y aliado de Fury.[8] Mendelsohn notó cómo Talos, junto con Fury, han "perdido el camino" y están "contra él" desde que se lo vio por última vez en Capitana Marvel (2019).[9]
- Kingsley Ben-Adir como Gravik:
El líder de un grupo de Skrulls rebeldes que se separó de Talos, creyendo que la mejor manera de ayudar a los de su especie es infiltrarse en la Tierra en busca de los recursos que necesitan. Establece su operación en un sitio radiactivo fuera de servicio en Rusia,[2] y odia a la mayoría de los Skrulls que trabajan para él, creyendo que son idiotas. Ben-Adir trabajó para encontrar el nivel adecuado de odio para retratar en cada escena, ya que sintió que Gravik no confía en nadie y odia a todos, pero aún necesita a los otros Skrulls para lograr sus objetivos.[10] El director Ali Selim dijo que Gravik no era un terrorista o "simplemente un tipo malo con una bomba" y que la serie exploraría las razones de sus acciones.[11] Lucas Persaud interpreta a Gravik cuando era niño.[12]
- Killian Scott como Pagon: Un Skrull rebelde y el segundo al mando de Gravik. Ben-Adir dijo que Gravik ve que Pagon tiene ambición y quiere ser un líder, pero "no tiene las agallas para aceptarlo".[10] Scott también interpreta a la contraparte humana cuya forma tomó Pagon en el episodio final.
- Samuel Adewunmi como Beto: Un recluta Skrull rebelde.[13]
- Dermot Mulroney como Ritson: El presidente de los Estados Unidos.[14]
- Richard Dormer como Prescod: Un exagente de S.H.I.E.L.D. que descubrió el plan de los Skrull para invadir la Tierra.[15][13]
- Emilia Clarke como G'iah:
La hija de Talos que trabaja para Gravik. Clarke describió a G'iah como "una especie de sentimiento punk" y agregó que ser "una niña refugiada" la ha "endurecido". Ella también está resentida con Fury ya que él no ha podido cumplir las promesas que hizo de encontrar un nuevo hogar para los Skrulls.[2] Clarke trabajó con Mendelsohn para crear la historia de fondo de G'iah y Talos para "llenar muchos de los vacíos", y Clarke creía que G'iah habría tenido una "educación reglamentada con entrenamiento" ya que los Skrulls son una especie en guerra, que habría llevado a una "feroz necesidad de su propia independencia" al juzgar algunas de las opciones de Talos.[9] G'iah fue interpretada cuando era niña por Auden L. Ophuls y Harriet L. Ophuls en la película del UCM, Capitana Marvel (2019).[16]
- Olivia Colman como Sonya Falsworth:
Una agente de alto rango del MI6 y una antigua aliada de Fury, que busca proteger los intereses de seguridad nacional de Inglaterra durante la infiltración.[2][3] Descrita como "una presencia más antagónica" en la serie, Schwartz dijo que Falsworth podría estar trabajando con o en contra de Fury según los objetivos deseados,[2] con Jackson llamando a los dos "amienemigo". Jackson agregó que la interpretación de Colman de Falsworth cambió su dinámica con Fury, ya que interpretó al personaje "acogedor y difuso" en lugar de polémico, lo que permitió que los dos "trabajaran juntos en una armonía que es más satisfactoria para la historia y nuestra historia de fondo que cualquier otra forma".[17]
- Don Cheadle como Raava / James "Rhodey" Rhodes:
Una Skrull femenina haciéndose pasar por Rhodes (un oficial de los Fuerza Aérea de los Estados Unidos y Vengador) quien desempeña como una enviada y asesora del presidente Ritson. Los cuarto y sexto episodios revelan que fue capturado por los rebeldes de Gravik y suplantado; Nisha Aaliya interpreta a Raava, la Skrull que se hace pasar por Rhodes.[18][19] Nisha Aaliya interpreta a Raava en su forma de Skrull.[19] Jackson dijo que Rhodes en la serie sería como "un animal político" en la serie en lugar de usar la armadura de Máquina de Guerra.[2] Cheadle señaló que esto convirtió a Rhodes en un adversario más que en sus apariciones anteriores en el MCU, con el personaje atrapado entre ser "un militar que sigue la cadena de mando" y alguien que puede ir "fuera de la caja".[20] Una vez que Fury se da cuenta de que Rhodes ha sido reemplazado por un Skrull, Cheadle sintió que los dos entraban en "una especie de juego del gato y el ratón" en el que cada uno tenía información comprometedora sobre el otro.[18] El verdadero Rhodes finalmente se libera de su cápsula de contención Skrull al final de la serie.[21]
- Charlayne Woodard como Varra / Priscilla Davis: Una Skrull que es la esposa de Nick Fury y tiene una historia con Gravik.[22] Varra tomó la apariencia de la Dra. Priscilla Davis, que sufría de un defecto cardíaco congénito.[23]
- Christopher McDonald como Chris Stearns: Un Skrull que se hace pasar por presentador de noticias de FXN y miembro del consejo Skrull.[24][25] El personaje se basó en el locutor real, Tucker Carlson y el canal Fox News.[13][25]
- Katie Finneran como Rosa Dalton: Una científica reemplazada por un Skrull e investiga varias muestras de ADN para el proyecto "Cosecha".[26]

Repitiendo sus roles del MCU están Cobie Smulders como Maria Hill, Martin Freeman como Everett K. Ross, y O.T. Fagbenle como Rick Mason. El primer episodio revela que Ross fue reemplazado por un Skrull infiltrado, y también presenta la muerte de Hill. Smulders sabía de la muerte del personaje durante sus conversaciones iniciales para unirse a la serie. Tony Curran aparece como Derrik Weatherby, el director del MI6 que fue reemplazado por un Skrull. Curran interpretó previamente a Bor en Thor: The Dark World (2013) y Finn Cooley en la segunda temporada de Daredevil (2016). También aparecen Ben Peel como Brogan, un Skrull rebelde que es torturado por Falsworth; Seeta Indrani como Shirley Sagar, Christopher Goh como Jack Hyuk-Bin, Giampiero Judica como el secretario general de la OTAN, Sergio Caspani, y Anna Madeley como la primera ministra del Reino Unido, Pamela Lawton, todos miembros del Consejo Skrull; Juliet Stevenson como Elizabeth, la madre de Maria Hill; y Charlotte Baker y Kate Braithwaite como Soren, la esposa de Talos y madre de G'iah que fue asesinada por Gravik; Baker interpreta el disfraz humano de Soren, mientras que Braithwaite interpreta su apariencia de Skrull. Soren fue interpretada previamente por Sharon Blynn en Capitana Marvel y Spider-Man: Far From Home (2019). Carmen Ejogo fue elegida para un papel, pero finalmente no apareció.

## Episodios
| N.º | Título                                         | Dirigido por | Escrito por                                                   | Fecha de lanzamiento original |
| --- | ---------------------------------------------- | ------------ | ------------------------------------------------------------- | ----------------------------- |
| 1 | «Resurrección» (en inglés: Resurrection)       | Ali Selim    | Kyle Bradstreet & Brian Tucker                                | 21 de junio de 2023           |
| En Moscú, Talos persigue a Everett K. Ross por matar al agente de la CIA Prescod, quien teorizó que los rebeldes Skrulls que cambian de forma, frustrados porque Talos y Nick Fury no les han encontrado un nuevo planeta natal, tienen la intención de incitar a la guerra entre Rusia y los Estados Unidos para apoderarse de la Tierra. Maria Hill llega para ayudar a Ross, pero descubre que es un Skrull. Llama a Fury, que ha estado trabajando en el espacio durante años después del Blip. Regresando a la Tierra, Fury se entera de que Talos ha sido exiliado del Consejo Skrull y reemplazado por el antiguo aliado Gravik, el líder de los rebeldes. Fury es secuestrado por agentes del MI6 que trabajan para su vieja conocida Sonya Falsworth, quien se niega a trabajar con Fury para detener a Gravik. Usando un micrófono oculto para escucharla a escondidas, Fury y Talos localizan a los Skrulls que han conseguido una bomba sucia para los rebeldes, incluida la hija de Talos G'iah. Después de que Talos revela que su madre Soren fue asesinada por los rebeldes, G'iah revela el plan de los rebeldes para atacar la plaza Vossoyedineniye en el Día de la Unidad. Fury, Hill y Talos no logran interceptar las bombas antes de que Gravik las detone. En el caos que siguió, Gravik se disfraza de Fury y mata a Hill.                       |                                                |              |                                                               |                               |
| 2 | «Promesas» (en inglés: Promises)               | Ali Selim    | Guión: Brian Tucker Historia: Brant Englestein & Brian Tucker | 28 de junio de 2023           |
| En 1997, Fury recluta a varios refugiados Skrull, incluido un joven Gravik huérfano, a cambio de ayudándolos a encontrar un nuevo planeta hogar. En el presente, Talos le revela a Fury que un millón de Skrulls viven en la Tierra. Como Estados Unidos está implicado en el bombardeo, Gravik se reúne con el Consejo Skrull y obtiene el apoyo de la mayoría (incluido el presentador de noticias de FXN, Chris Stearns, y la primera ministra del Reino Unido, Pamela Lawton) para liderar a los Skrull en una nueva guerra. La concejala disidente Shirley Sagar se pone en contacto con Talos para concertar una reunión entre él y Gravik. En Londres, Fury se reúne con el coronel James Rhodes para explicarle la situación, pero Rhodes da de baja a Fury y lo culpa por el bombardeo y la muerte de Hill. Falsworth interroga a un rebelde encarcelado, Brogan, quien revela que Gravik está construyendo una máquina capaz de fortalecer a los Skrull con la ayuda de una pareja de científicos, los Dalton. G'iah descubre que los rebeldes están experimentando con ADN potenciado, antes de acompañar a Gravik a matar a Brogan. Fury regresa a casa y se encuentra con su esposa, una Skrull llamada Varra que ha asumido la identidad humana Priscilla Davis.                                                                                            |                                                |              |                                                               |                               |
| 3 | «Traición / Traicionado» (en inglés: Betrayed) | Ali Selim    | Roxanne Paredes & Brian Tucker                                | 5 de julio de 2023            |
| Gravik le revela al Consejo Skrull que tiene la intención de crear Super-Skrulls con habilidades especiales utilizando el ADN potenciado. También explica que ha enviado rebeldes para infiltrarse en la Marina Real para lanzar misiles a un avión de las Naciones Unidas. Gravik se reúne con Talos para negociar una negociación, pero la discusión se rompe cuando el primero amenaza con matar a G'iah. G'iah envía información en secreto a Talos sobre el ataque de la Marina Real. Fury, enojado porque Talos permitió que tantos Skrulls se infiltraran en la Tierra, le pide a regañadientes a Talos que lo ayude a detener a Gravik. Se ponen en contacto con Falsworth y aprenden el nombre del oficial a cargo del Cuartel General del Comando Naval, el comodoro Robert Fairbanks. Fury y Talos irrumpen en la casa de Fairbanks y lo interrogan, y descubren que es un Skrull. Después de que provoca a Talos para que lo mate, Talos contacta a G'iah, quien adquiere el código de autorización de Fairbanks para que puedan abortar el lanzamiento del misil a tiempo. G'iah intenta huir, pero Gravik, que sospechaba que la traicionó, le dispara y la da por muerta. Mientras tanto, Varra contacta en secreto a una persona desconocida que desea hablar con Gravik, pero se le niega.                                                               |                                                |              |                                                               |                               |
| 4 | «Amor / Amado» (en inglés: Beloved)            | Ali Selim    | Brian Tucker                                                  | 12 de julio de 2023           |
| Antes de intentar huir de los rebeldes, G'iah usó la máquina de Gravik para potenciarse con habilidades Extremis. Esto le permite recuperarse del disparo de Gravik y encontrarse con Talos. Él le explica que planea pedirle al presidente de los Estados Unidos, Ritson, que ayude a los Skrull después de que detengan con éxito a los rebeldes, lo que decepciona a G'iah, quien esperaba un plan más sólido para encontrarles un nuevo hogar. Varra se encuentra con Rhodes, una Skrull disfrazada llamada Raava, y este último le da instrucciones de matar a Fury. Habiendo escuchado en secreto su conversación, Fury confronta a Varra por esto, pero se reconcilian después de que ella revela que le hizo un juramento a su contraparte humana de nunca dañar a su amante. Fury visita a Raava y comparte una bebida con ella, plantando en secreto un rastreador líquido. Fury y Talos luego siguen a Raava mientras ella recoge a Ritson para conversaciones con Rusia. Gravik y los rebeldes atacan el convoy de Ritson disfrazados de terroristas rusos. Fury y Talos extraen a Ritson inconsciente, pero Gravik mata a Talos en el proceso. |                                                |              |                                                               |                               |
| 5 | «Cosecha» (en inglés: Harvest)                 | Ali Selim    | Michael Bhim y Brian Tucker                                   | 19 de julio de 2023           |
| Luego de su ataque fallido a Ritson, los rebeldes comienzan a perder la fe en Gravik por no matar a Fury y su percibido engaño hacia ellos. Beto, un nuevo recluta, lidera un pequeño grupo para montar un motín, pero Gravik los mata a todos. Mientras tanto, Fury lleva a Ritson a un hospital y se enfrenta a Raava, pero ella revela que ha filtrado imágenes de la muerte de Hill, lo que coloca a Fury en una lista de vigilancia mundial. Fury luego se encuentra con G'iah, quien revela que Gravik está buscando la "Cosecha". Después de exponer a su superior Derrik Weatherby como un Skrull, Falsworth localiza a la Dra. Rosa Dalton, otra Skrull disfrazada, y le pregunta sobre la máquina de ADN de Gravik. Raava le muestra imágenes a Ritson de la base rusa, Nuevo Skrullos de Gravik para implicar a Rusia como simpatizante de Skrull y aconsejar un ataque en el complejo. Gravik llama a Fury y le ofrece cancelar la huelga si le trae la "Cosecha" en persona. G'iah y Varra organizan un funeral para Talos y evitan un ataque de los hombres de Gravik. En Finlandia, Fury lleva a Falsworth a una tumba marcada con su nombre que contiene la "Cosecha": una colección de ADN de los superhéroes que lucharon durante la Batalla de la Tierra. Fury toma la Cosecha y se prepara para enfrentarse a Gravik.                                 |                                                |              |                                                               |                               |
| 6 | «Hogar» (en inglés: Home)                      | Ali Selim    | Kyle Bradstreet y Brian Tucker                                | 26 de julio de 2023           |
| Fury se enfrenta a Gravik en Nuevo Skrullos, le da la Cosecha y le pide que perdone la Tierra y conquiste otros planetas. Gravik se niega antes de usar la Cosecha para potenciarse aún más e intentar matar a Fury, solo para descubrir que es G'iah disfrazada, quien también usó la Cosecha. Los dos pelean, y G'iah finalmente mata a Gravik. Mientras tanto, Raava convence con éxito a Ritson de que autorice un ataque nuclear en Nuevo Skrullos, pero Falsworth lo engaña para que organice la evacuación de Ritson. Raava intenta tomar represalias, pero Fury lo mata. Ritson cancela la huelga, lo que permite a G'iah liberar a los prisioneros humanos de Gravik, como Ross y Rhodes. Posteriormente, Ritson emite un nuevo proyecto de ley que declara a todas las especies de fuera del mundo como fuerzas hostiles y amenaza con cazar a los Skrulls restantes en la Tierra, lo que provoca disturbios cuando los civiles asesinan públicamente a varios funcionarios de alto perfil por miedo a que sean Skrulls. Falsworth se reúne con G'iah y le propone una sociedad para proteger a los Skrulls contra el proyecto de ley de Ritson. Después de advertir a Ritson sobre los disturbios que causó, Fury le pide a Varra que vaya a S.A.B.E.R. con él para ayudar a negociar en una cumbre de paz con los Kree. Ella acepta y dejan la Tierra juntos. |                                                |              |                                                               |                               |

## Producción

### Desarrollo
En septiembre de 2020, se anunció que Kyle Bradstreet estaba desarrollando una serie de televisión para el servicio de streaming, Disney+ centrada en el personaje de Marvel Comics, Nick Fury. El personaje había sido previamente una de las diez propiedades anunciadas en septiembre de 2005 por el presidente y director ejecutivo de Marvel Entertainment, Avi Arad, como desarrolladas para películas por el estudio recién formado Marvel Studios, luego de que Marvel recibiera financiamiento para producir la lista de películas que serían distribuidas por Paramount Pictures. Andrew W. Marlowe fue contratado para escribir un guion para una película de Nick Fury en abril de 2006. En abril de 2019, después de que Samuel L. Jackson hubiera interpretado a Nick Fury en diez películas del Universo cinematográfico de Marvel (UCM), así como en la serie de Marvel Television, Agents of S.H.I.E.L.D., Richard Newby de The Hollywood Reporter sintió que era hora de que el personaje recibiera su propia película, llamando al personaje "el activo más poderoso de la MCU aún sin explotar por completo". Jackson se encargó de repetir su papel en la serie de Bradstreet, con este último escribiendo y sirviendo como productor ejecutivo.
En diciembre de 2020, el presidente de Marvel Studios, Kevin Feige, anunció oficialmente una nueva serie titulada Secret Invasion, con Jackson coprotagonizada por Ben Mendelsohn en su papel del MCU de Talos. La serie se basa en la historia del cómic 2008-09 del mismo nombre, con Feige describiéndola como una "serie de eventos cruzados" que se relacionaría con futuras películas del UCM, la premisa de la serie la describió además como una serie de eventos cruzados. Marvel Studios eligió hacer una serie de Secret Invasion en lugar de una película porque les permitió hacer algo diferente a lo que habían hecho antes. Bradstreet había trabajado en guiones para la serie durante aproximadamente un año, antes de ser reemplazado por Brian Tucker. Los directores se seleccionaron para abril de 2021. Thomas Bezucha y Ali Selim se unieron para dirigir la serie un mes después, se esperaba que cada uno dirija tres episodios y trabajara en la historia. Sin embargo, Bezucha dejó la serie durante la producción debido a conflictos con las regrabaciones, y Selim finalmente dirigió los seis episodios. Según se informa, la serie pasó por múltiples problemas durante la preproducción, lo que requirió que el ejecutivo de Marvel Studios, Jonathan Schwartz se involucrara más con la serie para "volver a encarrilarla" ya que se había retrasado y corría el riesgo de que algunos actores no estuvieran disponibles debido a otros compromisos. Los episodios se describieron como de una hora de duración cada uno, y la serie finalmente totalizó aproximadamente 4,5 horas. Feige, Louis D'Esposito, Brad Winderbaum, y Jonathan Schwartz también se desempeñaron como productores ejecutivos en la serie, junto a Jackson, Selim, Bradstreet y Brian Tucker. El presupuesto de la serie fue de 211,6 millones de dólares. Esto se destacó por ser un presupuesto grande en comparación con el contenido de la serie, que no usó grandes escenarios de acción ni efectos visuales extensos. Se creía que las regrabaciones extensas eran en parte la razón del gran presupuesto.

### Guion
Bradstreet, Tucker, Brant Englestein, Roxanne Paredes, y Michael Bhim se desempeñaron como escritores de la serie. Tucker recibió la mayoría de los créditos de escritura de los episodios. Feige dijo que la serie no buscaría igualar el alcance de la historia del cómic, Secret Invasion, en términos de la cantidad de personajes presentados o el impacto en el universo más amplio, considerando que el cómic presentaba más personajes que Avengers: Endgame (2019). En cambio, describió Secret Invasion como un escaparate para Jackson y Mendelsohn que exploraría los elementos de paranoia política de la serie de cómics Secret Invasion "que fue genial con los giros y vueltas que tomó". Los creativos también se inspiraron en las novelas de espionaje de la Guerra Fría de John le Carré, la serie de televisión Homeland (2011–2020) y The Americans (2013–2018), y la película El tercer hombre (1949). Selim dijo cómo la serie cambia a veces entre el espionaje noir y Western, destacando la película The Searchers (1956) como una inspiración occidental. Feige dijo que la serie serviría como una continuación actual de la historia de la década de 1990 de Capitana Marvel (2019), junto con la secuela de esa película The Marvels (2023), pero tenía un tono diferente al de las películas. Jackson dijo que la serie descubriría algunas de las cosas que sucedieron durante el Blip. Cobie Smulders describió la serie como "un drama terrenal muy arraigado" que "trataba de problemas humanos reales y trataba con la confianza".
Hablando de los Skrulls, extraterrestres de piel verde que cambian de forma y que pueden simular perfectamente a cualquier ser humano a voluntad, Jackson sintió que su inclusión introdujo "un aspecto político" en el sentido de que su capacidad para cambiar de forma hace que la gente se pregunte en quién se puede confiar y "¿Qué sucede cuando la gente tiene miedo y no entiende a otras personas?" No se puede saber quién es inocente y quién es culpable en este caso particular". El primer episodio revela que Everett K. Ross había sido reemplazado por un Skrull infiltrado, mientras que el cuarto episodio revela que James Rhodes ha sido reemplazado por la Skrull Raava. Feige explicó que los creadores eligieron a Rhodes para ser un Skrull porque estaban buscando un personaje del MCU establecido, los espectadores no esperaban ser un Skrull, y para presentar una nueva experiencia para los espectadores que volvían a ver sus apariciones pasadas en el MCU y se preguntaban si era un Skrull durante ellas. Se acercaron al actor Don Cheadle durante el desarrollo inicial de la serie sobre esto, a quien le gustó la oportunidad de poder "jugar con diferentes lados de Rhodey que no habíamos visto antes". Se revela que Rhodes había sido reemplazado por un Skrull "durante mucho tiempo" y se lo ve usando una bata de hospital cuando lo liberan de su cápsula de contención. Algunos interpretaron que esto significaba que había ha sido reemplazado después de los eventos de Capitán América: Civil War (2016), una teoría que Selim reconoció, aunque no la confirmó específicamente, diciendo "¿tiene que ser definitiva o es más divertido para la audiencia retrocede y revisa cada momento" desde Civil War para cuestionar si Rhodes era un Skrull o no.

### Casting
Se esperaba que Jackson repitiera su papel en la serie con la revelación de su desarrollo en septiembre de 2020. Cuando la serie se anunció oficialmente en diciembre, Feige confirmó el casting de Jackson y anunció que Mendelsohn sería coprotagonista. Kingsley Ben-Adir fue elegido como el Skrull Gravik, en el rol de "villano principal" en marzo de 2021, y al mes siguiente, con Olivia Colman fue elegida como Sonya Falsworth, junto con Emilia Clarke como la hija de Talos, G'iah, y Killian Scott como Pagon segundo al mando de Gravik. En mayo de 2021, Christopher McDonald se unió al elenco como presentador de noticias Chris Stearns, en lugar de uno de los cómics, que tenía el potencial de aparecer en otras series y películas del UCM. Carmen Ejogo se unió al elenco en noviembre de 2021 (aunque finalmente no apareció en la serie), y el siguiente mes, Cobie Smulders repetiría su papel del MCU como Maria Hill. En febrero de 2022, las fotos del set revelaron que Don Cheadle aparecería en su papel del MCU de James "Rhodey" Rhodes, junto con Dermot Mulroney como el presidente de los Estados Unidos, Ritson. El mes siguiente, Jackson confirmó que Martin Freeman y Cheadle aparecerían en la serie, con Freeman repitiendo su papel en el UCM como Everett K. Ross. En septiembre de 2022, se reveló que Charlayne Woodard fue elegida para la serie como Priscilla, la esposa Skrull de Fury.
Samuel Adewunmi y Katie Finneran se revelaron como parte del elenco en marzo de 2023, con Adewunmi como el Skrul,l Beto y Finneran como la científica Rosa Dalton. Richard Dormer aparece como el agente Prescod, mientras que O. T. Fagbenle repite su papel de Black Widow (2021) como Rick Mason.

### Diseño

#### Sets y vestuario
Frank Walsh se desempeña como diseñador de producción, mientras que Claire Anderson se desempeña como diseñadora de vestuario. En Secret Invasion, Fury no usa su característico parche en el ojo, que según Jackson fue una elección del personaje. Explicó: "El parche es parte de quién era Nick Fury fuerte. Es parte de su vulnerabilidad ahora. Puedes mirarlo y ver que no es esta persona perfectamente indestructible. No se siente como ese tipo".

#### Títulos
La secuencia de título de apertura fue creada por Method Studios utilizando inteligencia artificial generativa, lo que provocó una reacción negativa significativa en línea. Algunos comentaristas sintieron que este particularmente fue un mal momento debido a que la serie se estrenó durante la huelga del Sindicato de Guionistas de Estados Unidos de 2023 para la cual el uso de inteligencia artificial sobre personas reales fue un tema clave, con lenguaje sobre proteger a los escritores contra el uso de IA en el proceso de escritura. Method Studios emitió un comunicado en respuesta a las críticas afirmando que ninguno de sus artistas había sido reemplazado por inteligencia artificial para la secuencia y que la tecnología, tanto existente como personalizada para esta serie, era solo una herramienta que su equipo utilizó para conseguir un look final específico. La declaración explicó que muchos elementos de la secuencia se crearon utilizando herramientas y técnicas tradicionales, y que la tecnología de inteligencia artificial solo se utilizó para agregar un "aspecto extraterrestre y de otro mundo" que el equipo creativo sintió "perfectamente alineado con el tema general del proyecto y la estética deseada". Los artistas de guiones gráficos y los animadores de la serie expresaron su decepción por la secuencia de apertura generada por inteligencia artificial.

### Rodaje
El rodaje había comenzado el 1 de septiembre de 2021 en Londres, bajo el título provisional «Jambalaya», con Bezucha y Selim dirigiendo la serie, y Remi Adefarasin como director de fotografía. Anteriormente, se esperaba que el rodaje comenzará a mediados de agosto de 2021. Jackson comenzó a filmar sus escenas el 14 de octubre, después de trabajar en la película del MCU, The Marvels (2023) que se filmaba en Londres al mismo tiempo. El rodaje tuvo lugar en West Yorkshire, Inglaterra, incluido Leeds, el 22 de enero, Huddersfield, el 24 de enero y en Halifax en Piece Hall del 24 al 31 de enero de 2022. El rodaje tuvo lugar en la estación de Liverpool Street, el 28 de febrero de 2022. El trabajo de sonido se llevó a cabo en Pinewood Studios en siete de sus escenarios, así como Hallmark House, y Versa Studios. El rodaje concluyó el 25 de abril de 2022. Se espera que se produzcan filmaciones adicionales ocurrió en el barrio Brixton de Londres, y en toda Europa.
A mediados de 2022, las facciones del equipo y los líderes creativos de la serie experimentaron desacuerdos que "debilitaron" la producción. Jackson reveló a mediados de junio de 2022 que regresaría a Londres en agosto para trabajar en las nuevas filmaciones de Secret Invasion, después de hacer lo mismo con The Marvels. McDonald regresaría a Londres a fines de julio para las nuevas grabaciones, que dijo que harían que la serie fuera "mejor" y que fuera "mucho más profunda que antes". También indicó que se incorporó un nuevo escritor a la producción para trabajar en el material adicional. Las regrabaciones se completaron el 12 de agosto del 2022, mientras que Clarke filmó escenas en Londres a fines de septiembre. A principios de septiembre, muchos miembros del equipo de la serie habían sido reemplazados, mientras que el coproductor ejecutivo Chris Gary, el ejecutivo de Marvel Studios Production and Development que supervisa la serie, fue reasignado y se esperaba que dejara el estudio cuando su contrato expirara a finales de 2023. Jonathan Schwartz, un alto ejecutivo de Marvel Studios y miembro del grupo Marvel Studios Parliament, fue enviado a supervisar la producción. Bezucha también dejó la serie durante este tiempo debido a nuevos conflictos de agenda con las nuevas grabaciones. Jackson dijo que debido a que Selim se convirtió en el director de todos los episodios de la serie, proporcionó coherencia al elenco y al equipo con la ideas y conceptos y le permitieron a Selim hacer la serie a su manera. Eben Bolter se desempeñó como director de fotografía durante la fotografía adicional que duró cuatro meses.

### Posproducción
Pete Beaudreau, Melissa Lawson Cheung, Drew Kilcoin, y James Stanger se desempeñan como editores, mientras que Georgina Street se desempeña como productora de efectos visuales y Aharon Bourland como supervisora de efectos visuales. Los efectos visuales para la serie fueron proporcionados por Digital Domain, FuseFX, Luma Pictures, MARZ, One of Us, Zoic Studios, y Cantina Creative.

### Música
En febrero de 2023, se reveló que Kris Bowers estaba componiendo para la serie y estaba trabajando en la partitura en ese momento. La canción de los títulos principalez de la serie, «Nick Fury (Main Title Theme)», fue lanzada digitalmente como sencillo por Marvel Music y Hollywood Records, el 20 de junio.

Toda la música compuesta por Kris Bowers. 
| Secret Invasion: Vol. 1 (Episodes 1–3) [Original Soundtrack] |                                |          |  |
| N.º                                                          | Título                         | Duración |  |
| 1.                                                           | «Nick Fury (Main Title Theme)» | 2:04     |  |
| 2.                                                           | «He's One of Them»             | 3:03     |  |
| 3.                                                           | «Stolen Identity»              | 2:02     |  |
| 4.                                                           | «Moscow Madness»               | 4:41     |  |
| 5.                                                           | «Child Survivor»               | 3:39     |  |
| 6.                                                           | «The Promise»                  | 3:20     |  |
| 7.                                                           | «They're All Spies»            | 4:17     |  |
| 8.                                                           | «Sonya»                        | 2:28     |  |
| 9.                                                           | «A Need for Vengeance»         | 4:09     |  |
| 10.                                                          | «Shootout»                     | 2:35     |  |
| 11.                                                          | «I Choose Blood»               | 5:34     |  |
| 12.                                                          | «Blown Cover»                  | 9:25     |  |

Toda la música compuesta por Kris Bowers. 
| Secret Invasion: Vol. 2 (Episodes 4–6) [Original Soundtrack] |                         |          |  |
| N.º                                                          | Título                  | Duración |  |
| 1.                                                           | «Gravik»                | 1:43     |  |
| 2.                                                           | «Ambush»                | 7:02     |  |
| 3.                                                           | «Beloved»               | 3:00     |  |
| 4.                                                           | «Be Your Enemy»         | 4:47     |  |
| 5.                                                           | «Operatives Assembly»   | 3:49     |  |
| 6.                                                           | «Hello Skrulls»         | 2:46     |  |
| 7.                                                           | «Nothing But a Monster» | 2:11     |  |
| 8.                                                           | «The Harvest»           | 3:57     |  |
| 9.                                                           | «Funeral Pyre»          | 1:35     |  |
| 10.                                                          | «House Ambush»          | 1:39     |  |
| 11.                                                          | «This Is Personal»      | 4:04     |  |
| 12.                                                          | «The Last Stand»        | 3:22     |  |
| 13.                                                          | «Leave Earth Alone»     | 3:33     |  |
| 14.                                                          | «Super Skrulls»         | 5:21     |  |
| 15.                                                          | «Come with Me»          | 3:17     |  |
| 16.                                                          | «Take Off»              | 2:06     |  |

## Marketing
El primer metraje de la serie debutó en Disney+ Day, el 12 de noviembre de 2021. Se mostró más metraje en julio de 2022 en la Convención Internacional de Cómics de San Diego. Adam B. Vary de Variety dijo que el metraje tenía una "vibración general... de paranoia y presentimiento", creyendo que la serie encajaría con el "hilo antiheroico" más amplio creado para la Fase Cinco del MCU. El primer tráiler de la serie debutó en la D23 Expo de 2022 en septiembre de 2022. Austen Goslin de Polygon sintió que el tráiler era "principalmente un resumen de la trama de la serie", mientras que Anthony Breznican de Vanity Fair notó que Fury tenía ambos ojos y dijo que "parece haber dejado de depender de otros para ayudar a salvar el mundo". Tamera Jones de Collider sintió que el tráiler estaba "lleno de acción con explosiones e intriga, emitiendo más una vibra de espía que un divertido misterio paranoico".
El tráiler oficial debutó durante el Sunday Night Baseball en ESPN, el 2 de abril de 2023. Editiong Mboho de Collider sintió que el tráiler "evoca la emoción y el entusiasmo" como el primero y proporcionó la "misma sensación de urgencia y paranoia de la infiltración de Skrull". Mboho elogió el tráiler por presentar al elenco estelar de la serie "sin revelar demasiado" su trama. Dais Johnston de Inverse sintió que cada toma del tráiler proporcionaba una "historia de espías llamativa pero cruda que cambia los poderes y las ocurrencias de trabajos anteriores por el ingenio y la estrategia por los que Nick Fury es conocido". Sam Barsanti de The A.V. Club dijo que el tráiler presentaba "más del costo físico y psicológico que la vida en general le ha causado a Fury". A principios de junio de 2023, se creó un sitio web de marketing viral para la serie que presentaba un clip de cinco minutos del primer episodio y un nuevo tráiler de la serie. El sitio web bloqueado se reveló inicialmente a través de imágenes crípticas tuiteadas en la cuenta oficial de Twitter de la serie, que incluían pistas para formar la contraseña que permitía acceder a él. En la Comic-Con de San Diego en julio de 2023, se produjo una "invasión" Skrull y los fans vieron o se convirtieron en Skrulls durante la convención.

## Estreno
El 13 de junio de 2023 se llevó a cabo un estreno de la alfombra roja de Secret Invasion en Los Ángeles en El Capitan Theater. La serie debutó Disney+ el 21 de junio de 2023, consistiendo de seis episodios, y concluyendo el 26 de julio de 2023. Anteriormente se esperaba se estrenó a principios de 2023. Los primeros tres episodios estuvieron disponibles en Hulu del 21 de julio al 17 de agosto de 2023, para promocionar el final de la serie. Es la primera serie de la Fase Cinco del UCM.

## Recepción

### Audiencia
Según la empresa de investigación de mercado Parrot Analytics, que analiza la participación de los consumidores en la investigación de consumo, el streaming, las descargas y las redes sociales, informó que Secret Invasion fue la serie nueva más demandada en los EE. UU. durante el trimestre del 1 de abril al 30 de junio de 2023. Obtuvo 42,1 veces la demanda promedio de la serie en sus primeros 30 días. La serie experimentó picos de demanda inicial más altos en comparación con otras series de Marvel en Disney+, también informó que Secret Invasion fue la tercera original de streaming más solicitado de 2023, con 40 veces la demanda promedio de programas. Whip Media, que rastrea los datos de audiencia de más de 25 millones de usuarios en todo el mundo de su aplicación TV Time, calculó que Secret Invasion fue la séptima serie de televisión original en streaming más vista de 2023. Según el sitio web de noticias para compartir archivos, TorrentFreak, Secret Invasion fue la quinta serie de televisión pirateada más vista de 2023.

### Respuesta crítica
El sitio web del agregador de reseñas, Rotten Tomatoes informó una calificación de aprobación del 52% con una calificación promedio de 6.1/10, según 197 reseñas. El consenso de los críticos del sitio afirma: "Un escaparate bien merecido para Samuel L. Jackson, Secret Invasion se estabiliza después de un comienzo algo lento al llevar al UCM en una dirección más oscura y madura". Metacritic, que utiliza un promedio ponderado , asignó a la serie una puntuación de 63 sobre 100 basada en 24 críticos, lo que indica "críticas generalmente favorables".
Richard Newby en Empire le dio a la serie 4 de 5 estrellas, sintiendo que era "un drama fascinante y tenso que brinda a sus actores material de peso y alienta a su audiencia a mirar más allá el brillo del superheroísmo". Newby descubrió que la serie había dado un "giro brusco" a la sensación de comodidad de los proyectos anteriores del MCU debido a la descripción de temas maduros, como el terrorismo y la tortura. Eric Deggans, de NPR, elogió la actuación de Samuel L. Jackson y calificó la serie como un "antídoto contra la fatiga de los superhéroes", y escribió: "Al centrarse en un Nick Fury envejecido que lucha por manejar una crisis creada por sus propias promesas incumplidas, obtenemos una historia que se centra mucho más en un héroe imperfecto que en una especie de superpersona que hace malabarismos con autos generados por computadora".
Lucy Mangan de The Guardian le dio al programa una calificación de 3 de 5 estrellas, afirmando: "Algunos momentos en la última serie de televisión de Marvel te recuerdan cuán brillantes son los actores, a pesar de que esta salida más oscura y madura necesita un poco más de reflexión". Barry Hertz de The Globe and Mail dijo: "Las persecuciones son lentas, las explosiones meh, todo el ritmo y el tempo son lentos. .. La verdadera locura de Secret Invasion es que obliga a los mejores actores de cualquier serie de Marvel hasta ahora a retorcerse mientras ofrece un diálogo expositivo que mata el alma".

### Reconocimientos
| Premio                 | Fecha de ceremonia    | Categoría                                                                                                | Receptor(es)      | Resultado | Ref(s)          |
| ---------------------- | --------------------- | --- | ----------------- | --------- | --------------- |
| Black Reel TV Awards   | 13 de agosto de 2024  | Mejor interpretación de reparto en una película para televisión o miniserie                              | Don Cheadle       | Nominado  | [ 116 ]         |
| Golden Trailer Awards  | 23 de junio de 2023   | Mejor aventura de fantasía para una serie de televisión/streaming (Tráiler/Teaser/Anuncio de televisión) | "Threat"          | Nominado  | [ 117 ] [ 118 ] |
| NAACP Image Awards     | 16 de marzo de 2024   | Mejor actor en una película para televisión, miniserie o especial dramático                              | Samuel L. Jackson | Nominado  | [ 119 ] [ 120 ] |
| NAACP Image Awards     | 16 de marzo de 2024   | Mejor actor de reparto en una película para televisión, serie limitada o especial dramático              | Don Cheadle       | Ganador   | [ 119 ] [ 120 ] |
| People's Choice Awards | 18 de febrero de 2024 | Programa de ciencia ficción/fantasía del año                                                             | Secret Invasion   | Nominada  | [ 121 ]         |
| People's Choice Awards | 18 de febrero de 2024 | Estrella de televisión masculina del año                                                                 | Samuel L. Jackson | Nominado  | [ 121 ]         |
| Saturn Awards          | 4 de febrero de 2024  | Mejor serie de televisión de superhéroes                                                                 | Secret Invasion   | Nominada  | [ 122 ]         |

TVLine colocó a la serie en tercer lugar en su lista de los 10 peores programas de 2023.

## Especial documental
En febrero de 2021, se anunció la serie documental Marvel Studios: Assembled. El especial de esta serie, Assembled: The Making of Secret Invasion se estrenó en Disney+, el 20 de septiembre de 2023.

## Futuro
En septiembre de 2022, Feige declaró que Secret Invasion conduciría a la película, Armor Wars, con Cheadle repitiendo su papel de Rhodes en esa serie. Originalmente se creía que la serie estaba relacionada con la película, The Marvels, en la que Jackson repite su papel de Fury, pero esa película ignora en gran medida los acontecimientos de Secret Invasion. Matt Webb Mitovich de TVLine especuló que probablemente estaba previsto que The Marvels se desarrollara antes de Secret Invasion, dado que la película tenía numerosas fechas de estreno anteriores al estreno de Secret Invasion, aunque si es así, esa suposición "aún deja problemas de continuidad por todas partes".